# روي مانينغ
روي مانينغ (بالإنجليزية: Roy Manning)‏ هو لاعب كرة قدم أمريكية أمريكي، ولد في 4 ديسمبر 1981 في ساغيناو في الولايات المتحدة.